# ТриТэ
«ТриТэ» — советское и российское творческо-производственное объединение, созданное кинорежиссёром Никитой Михалковым и его единомышленниками в 1987 году.
ТриТэ — это аббревиатура трёх слов: Товарищество, Творчество, Труд.
Символ «Студии ТриТэ» — бурый медведь, держащий в лапах три буквы «Т», слитых воедино.

## Кинофильмы
| Фильм                                                   | Дата выхода в прокат | Сборы в России и СНГ | Дата премьеры на ТВ | Телеканал               | Рейтинг/ доля |
| ------------------------------------------------------- | -------------------- | -------------------- | ------------------- | ----------------------- | ------------- |
| Очи чёрные                                              | 1987                 | —                    | 2 марта 1993        | TV-6 Москва             | нет данных    |
| Русский дом                                             | 1990                 | —                    | 5 июня 1994         | НТВ                     | нет данных    |
| Автостоп                                                | август 1991          | нет данных           | 4 марта 1993        | TV-6 Москва             | нет данных    |
| Сталин                                                  | 21 ноября 1992       | нет данных           | —                   | —                       | нет данных    |
| Урга — территория любви                                 | август 1993          | нет данных           | 12 июня 1995        | Российские университеты | нет данных    |
| Жизнь и необычайные приключения солдата Ивана Чонкина   | 1994                 | нет данных           | 2 января 1996       | ОРТ                     | нет данных    |
| Полицейская академия 7: Миссия в Москве                 | 1994                 | —                    | 1 сентября 1996     | ОРТ                     | нет данных    |
| Утомлённые солнцем                                      | 2 ноября 1994        | 0,48 млн руб.        | 22 октября 1995     | ОРТ                     | нет данных    |
| Святой                                                  | 1997                 | —                    | 7 декабря 2002      | Россия                  | нет данных    |
| Анна Каренина                                           | 1997                 | —                    | 9 июня 1998         | ТВ Центр                | нет данных    |
| Сибирский цирюльник                                     | 25 февраля 1999      | 39 млн руб.          | 1 января 2001       | РТР                     | нет данных    |
| Тихие омуты                                             | 16 сентября 2000     | нет данных           | 31 декабря 2000     | РТР                     | нет данных    |
| Нежный возраст                                          | 23 декабря 2000      | 1,5 млн руб.         | 12 декабря 2001     | РТР                     | нет данных    |
| К-19                                                    | 17 октября 2002      | нет данных           | 24 февраля 2003     | Первый                  | нет данных    |
| 72 метра                                                | 12 февраля 2004      | 53 млн руб.          | 3 апреля 2005       | Первый                  | 12.1/ 38.9    |
| Превосходство Борна                                     | 2 сентября 2004      | 47 млн руб.          | 25 августа 2007     | Первый                  | 4.6/ 17.4     |
| Турецкий гамбит                                         | 21 февраля 2005      | 533 млн руб.         | 1 января 2006       | Первый                  | 16.4/ 39.6    |
| Статский советник                                       | 20 апреля 2005       | 205 млн руб.         | 5 декабря 2008      | Первый                  | нет данных    |
| Персона нон грата                                       | —                    | —                    | 22 октября 2005     | Россия                  | нет данных    |
| 12                                                      | 20 сентября 2007     | 170 млн руб.         | 12 июня 2009        | Первый                  | 2.8/ 11.9     |
| 1612                                                    | 1 ноября 2007        | 142 млн руб.         | 4 ноября 2008       | Первый                  | 10.4/ 26.7    |
| Книга мастеров                                          | 29 октября 2009      | 316 млн руб.         | 1 мая 2010          | Первый                  | 3.9/ 19.5     |
| Утомлённые солнцем 2: Предстояние                       | 22 апреля 2010       | 217 млн руб.         | 23 февраля 2013     | Россия-1                | нет данных    |
| Утомлённые солнцем 2: Цитадель                          | 5 мая 2011           | 41 млн руб.          | 24 февраля 2013     | Россия-1                | 4.2/ 14.3     |
| Дом на обочине                                          | 9 февраля 2012       | 0,7 млн руб.         | 4 декабря 2011      | СТБ                     | нет данных    |
| Шпион                                                   | 5 апреля 2012        | 135 млн руб.         | 20 августа 2016     | Россия-1                | нет данных    |
| Крепкий орешек: Хороший день, чтобы умереть             | 14 февраля 2013      | 370 млн руб.         | 19 декабря 2015     | ТНТ                     | 2.4/ 12.0     |
| Легенда № 17                                            | 18 апреля 2013       | 922 млн руб.         | 4 ноября 2013       | Россия-1                | 8.6/ 22.9     |
| Поддубный                                               | 10 июля 2014         | 217 млн руб.         | 3 ноября 2014       | Россия-1                | 6.5/ 18.9     |
| Солнечный удар                                          | 9 октября 2014       | 74 млн руб.          | 4 ноября 2014       | Россия-1                | 5.1/ 15.0     |
| Душа шпиона                                             | 8 октября 2015       | 1 млн руб.           | 20 июня 2016        | Россия-1                | 1.8/ 14.7     |
| Экипаж                                                  | 21 апреля 2016       | 1428 млн руб.        | 23 февраля 2017     | Россия-1                | 9.1/ 26.1     |
| Движение вверх                                          | 28 декабря 2017      | 3098 млн руб.        | 23 февраля 2019     | Россия-1                | 7.3/ 22.8     |
| Тренер                                                  | 19 апреля 2018       | 810 млн руб.         | 15 июля 2018        | Россия-1                | 7.2/ 27.2     |
| Т-34                                                    | 1 января 2019        | 2273 млн руб.        | 9 мая 2019          | Россия-1                | 9.4/ 35.0     |
| Стрельцов                                               | 24 сентября 2020     | 353 млн руб.         | 23 февраля 2021     | Россия-1                | 4.4/ 14.7     |
| Серебряные коньки                                       | 10 декабря 2020      | 480 млн руб.         | 8 марта 2022        | Россия-1                |               |
| Огонь                                                   | 24 декабря 2020      | 912 млн руб.         | 23 февраля 2022     | Россия-1                |               |
| Пара из будущего                                        | 4 марта 2021         | 536 млн руб.         | 8 марта 2023        | Россия-1                |               |
| Чемпион мира                                            | 30 декабря 2021      | 426 млн руб.         | 23 февраля 2023     | Россия-1                |               |
| Праведник                                               | 16 февраля 2023      | 636 млн руб.         | 9 мая 2024          | Россия-1                |               |
| Бременские музыканты                                    | 1 января 2024        | 3095 млн руб.        | 21 февраля 2025     | Россия-1                |               |
| Волшебник Изумрудного города. Дорога из жёлтого кирпича | 1 января 2025        | 3989 млн руб.        | 29 июня 2025        | ТНТ                     |               |
| Пророк. История Александра Пушкина                      | 14 февраля 2025      | 1829 млн руб.        |                     |                         |               |
| Кракен                                                  | 17 апреля 2025       | 1039 млн руб.        |                     |                         |               |

## Телесериалы
| Название                  | Дата выпуска                   | Телеканалы   | Жанр                          |
| ------------------------- | ------------------------------ | ------------ | ----------------------------- |
| «Остановка по требованию» | 4 октября 2000—28 декабря 2001 | ОРТ          | мелодрама                     |
| «Пятый угол»              | 24 сентября—15 октября 2001    | ОРТ          | мелодрама                     |
| «Азазель»                 | 10 марта 2002                  | ОРТ          | детектив                      |
| «72 метра»                | 4—6 октября 2004               | Первый канал | фильм-катастрофа              |
| «Гибель империи»          | 4—19 апреля 2005               | Первый канал | историческая драма            |
| «Статский советник»       | 26—29 декабря 2005             | Первый канал | детектив                      |
| «Турецкий гамбит»         | 25—28 декабря 2006             | Первый канал | детектив                      |
| «12»                      | 4—7 ноября 2008                | Первый канал | психологическая драма         |
| «Утомлённые солнцем 2»    | 5—14 декабря 2011              | Россия-1     | военная драма                 |
| «Шпион»                   | 4 ноября 2012                  | Россия-1     | дизельпанк-ретрокомикс        |
| «Анна Каренина»           | 4—6 марта 2013                 | Первый канал | историческая драма, адаптация |
| «Солнечный удар»          | 19—23 октября 2020             | Культура     | историческая драма, адаптация |

## Документальные фильмы
| Фильм                                                              | Год  | Режиссёр                             |
| ------------------------------------------------------------------ | ---- | ------------------------------------ |
| Анна: от 6 до 18                                                   | 1993 | Никита Михалков                      |
| Реквием Великой Победы                                             | 1995 | Никита Михалков, Сергей Мирошниченко |
| Русская идея. История русского кино от Сергея Сельянова            | 1996 | Сергей Сельянов                      |
| Сентиментальное путешествие на мою Родину. Музыка русской живописи | 1996 | Никита Михалков                      |
| Ксения и Илларион (маленькие истории большой семьи)                | 1999 | Андрей Железняков                    |
| Город Святого Креста                                               | 2000 | Андрей Железняков                    |
| «Сибирский цирюльник». Как мы это поднимали                        | 2000 | Андрей Зайцев                        |
| Книга о церкви                                                     | 2001 | Сергей Юрженко                       |
| Отец                                                               | 2003 | Никита Михалков                      |
| Мама                                                               | 2003 | Никита Михалков                      |
| Никита Михалков. Русский выбор                                     | 2003 | Никита Михалков                      |
| Генерал Кожугетыч                                                  | 2005 | Никита Михалков                      |
| Колокол Николая Бурляева                                           | 2006 | Валерий Игнатьев                     |
| История неполучившегося фильма                                     | 2020 | Никита Михалков, Андрей Зайцев       |

## Научно-издательская деятельность
Издательство ТриТэ «Российский архив» приурочило к премьерному показу фильма «Сибирский цирюльник» издание «Словаря терминов XIX века».

## Коммерческое строительство
Студия является заказчиком сноса в Малом Козихинском переулке ряда исторических зданий и строительства на их месте гостиницы по проекту архитектора А. Р. Воронцова. В конце октября 2010 года жители близлежащих домов обратились в мэрию Москвы с протестом против продолжения строительства. Жители просят пересмотреть проект, уменьшить высотность гостиницы, отказать в строительстве подземного гаража и воссоздать исторические фасады снесенных строений.
6 декабря 2010 года в соседнем со стройкой доме, жильцы которого активно протестовали против строительства гостиницы студии «Тритэ», произошел пожар. В качестве предварительной версии пожара было названо замыкание в электропроводке. Однако жители дома уверены, что пожар явился следствием поджога. Среди активных противников стройки выступает актриса Т. Догилева, вместе с другими местными жителями пикетировавшая стройку. 8 декабря 2010 года местных жителей, пришедших на прием к префекту ЦАО Байдакову, среди которых была Догилева, обвинили в захвате префектуры. Префект ЦАO заявил, что строительство гостиницы Михалкова будет продолжено.

## Оценки
В. В. Фортунатов отмечает: «Художники, работающие в „ТриТэ“, время от времени радуют зрителей неплохими фильмами. Редакторская группа при „ТриТэ“ осуществляет уникальное многотомное издание — „Русский архив“, в котором публикуются много ценных и интересных документов».
Б. И. Черных отмечает, что студия занимается глубокой исследовательской работой, а «„Российский архив“ наследует лучшие традиции „Русского архива“ П. И. Бартенёва».
Ю. А. Поляков отмечал: «Наш предприимчивый кинематографический мэтр Никита Михалков, основав „студию ТРИТЭ“, стал выпускать великолепно оформленную серию „Российский архив“. Тираж первых томов был гигантский — 30 тыс.».